# Coppa Spengler 1925
La 3ª edizione della Coppa Spengler si è svolta alla fine di dicembre del 1925 a Davos, in Svizzera.

## Classifica finale
1. Oxford University
2. Davos
3. Akademischer Zurigo, HC Madrid, HC Milano